# Монастырь Фюрстенфельд
Монастырь Фюрстенфельд (иногда Фюрстенфельдский монастырь, букв. Княжеское поле; нем. Kloster Fürstenfeld) — бывшее мужское цистерцианское аббатство, располагавшееся на территории баварского города Фюрстенфельдбрукк (Верхняя Бавария, в 25 километрах к западу от Мюнхена) и относившееся к епархии Пассау; был основан в 1265 году герцогом Людвигом II. Монастырская церковь Святой Марии считается одним из ключевых произведений германского позднего барокко.

## История и описание
Основание монастыря связано со сложной историей взаимоотношений баварского герцога Людвига II Строгого и католической церкви: основание стало «актом искупления», который Папа Римский Александр IV потребовал от Людвига, обвиняя его в том, что он незаконно (лишь на основании подозрений) казнил в 1256 году свою жену Марию фон Брабант. В 1258 году монастырь был основан в долите Зельденталь, но уже в 1263 был перемещен на «Княжеские поля» в Брукке. Только в 1265 году папа Климент IV дал согласие на просьбу епископа Фрайзинга Конрада II на занятие нового монастыря цистерцианцами из Альдерсбаха. В 1266 году Фюрстенфельд, наконец, получил свой устав, согласно которому баварский герцог «щедро» наделял монастырь как землями, так и привилегиями.
Сын Людвига II, император Людвиг IV Баварский, продолжил оказывать милости монастырю, которые поддержал его в 1322 году — в ходе его борьбы против Габсбургского конкурента Фридриха III: монахи Фюрстенфельда перехватили послов Фридриха непосредственно перед битвой при Мюльдорфе от 28 сентября 1322 года, завершившейся победой баварских войск. После того как в 1347 году Людовик IV умер, охотясь на медведя недалеко от монастыря, его сердце было похоронено в монастырском королевском склепе.
Между 1270 и 1290 годами был построен первый готический комплекс монастырских зданий, включавшим в себя значительную библиотеку; в дальнейшем он неоднократно расширялся и перестраивался. Монастырь постепенно поднимался в статусе, однако вскоре в Фюрстенфельде появились признаки духовного упадка; Реформация окончательно расколола монашескую общину и баварскому герцогу приходилось неоднократно вмешивался в непосредственное управление монастырем. Только реформы католической церкви, принятые на Тридентском соборе завершили сложный период: под руководством аббата Сито в 1595 году в Фюрстенфельде были приняты основы религиозной реформы, которую предполагалось завершить к XVIII веку; заявленной целью реформ являлось возвращение обители к строгостям и ограничениям монашеской жизни.
Во время Тридцатилетней войны 1632—1633 годов монастырь был разграблен войсками шведского короля-протестанта Густава II Адольфа. Монахам удалось бежать: среди прочих мест, они осели в Мюнхене, где двое из них оказались в числе 42 заложников и провели три года в заточении. С 1640 года монастырь начал постепенно восстанавливаться; при аббате Балдуине Хелме началась реконструкция монастыря в стиле барокко, а в 1700 году был заложен первый камень в фундамент новой церкви. В 1741 году церковь была освящена князем-епископом Фрайзинга, кардиналом Иоганном Теодором Баварским. На завершение отделки интерьера потребовалось еще 25 лет — не в последнюю очередь из-за бремени высоких налогов, которые монастырь регулярно выплачивал баварским Виттельсбахам, часто воевавшим с австрийскими правителями.